# Cantone di Calais-Centre
Il Cantone di Calais-Centre era una divisione amministrativa dell'arrondissement di Calais.
È stato soppresso a seguito della riforma complessiva dei cantoni del 2014, che è entrata in vigore con le elezioni dipartimentali del 2015.
Comprendeva parte della città di Calais e i comuni di:
- Les Attaques
- Coulogne